# San Giorgio Morgeto
San Giorgio Morgeto este o comună de 3.271 locuitori din regiunea Calabria, în provincia Reggio Calabria, Italia.

## Localități înfrățite
- Aosta
- San Luca

## Demografie
San Giorgio Morgeto - evoluția demografică

|  | Graficele sunt indisponibile din cauza unor probleme tehnice. Mai multe informații se găsesc la Phabricator și la wiki-ul MediaWiki. |

Date: Recensăminte sau birourile de statistică - grafică realizată de Wikipedia